# Alogia (gruppo musicale)
Gli Alogia sono una band serba power metal/progressive/heavy metal formatasi a Smederevo nel 2000.

## Storia
La band nacque nel 2000 e la prima formazione presentava i fratelli Miroslav e Srđan alla chitarra accompagnati da Damir Adžić come batterista, Ivan Vasić come bassista e Branislav Dabić alle tastiere. Nel 2001 Nikola Mijić divenne il cantante del gruppo. Nel 2002  fu pubblicato il primo album, Priče o Vremenu (Racconti del tempo). La band aggiunse un ulteriore tastierista, Vladimir Djedović, e divenne il gruppo heavy metal più famoso della Serbia.
Nel 2004, dopo alcuni tour, la band pubblicò il secondo lavoro, ora con l'etichetta Locomotive Music, chiamato Priče o Životu (Racconti della vita). Nel 2005 è stato pubblicato il terzo cd, Secret Spheres of Art, che ha portato la band verso il successo internazionale, e nel 2006, il quarto album Priče o Vremenu i Životu - Live at SKC (Racconti del tempo e della vita - Live all'SCK).

## Formazione
- Nikola Mijić - cantante
- Srdjan Branković - chitarra
- Miroslav Branković - chitarra
- Damir Adžić - batterista
- Ivan Vasić - bassista
- Branislav Dabić - tastierista
- Vladimir Djedović - tastierista

## Discografia
- Priče o Vremenu (Tales of Time) (2002)
- Priče o Životu (Tales of Life) (2004)
- Secret Spheres of Art (2005)
- Priče o snovima (2012)
- Elegia Balcanica (2014)